# Raúl Muñoz (Fußballspieler, 1919)
Raúl Muñoz Marchant (* 28. April 1919; † 3. Oktober 1959) war ein chilenischer Fußballspieler. Der Stürmer absolvierte drei Länderspiele für Chile, in denen er ein Tor erzielte.

## Karriere

### Verein
Raúl Muñoz, Spitzname Tula, spielte mindestens von 1938 bis 1939 für den Hauptstadtverein CD Magallanes. Der Angreifer war Teil der Meistermannschaft der Primera División 1938.

### Nationalmannschaft
Raúl Muñoz debütierte für die Nationalmannschaft unter Pedro Mazullo bei der 1:3-Niederlage gegen Gastgeber Peru während des Campeonato Sudamericano 1939. Bei der Südamerikameisterschaft kam Muñoz noch bei der 2:3-Niederlage gegen Uruguay zum Einsatz, bei der er den Treffer zur 1:0-Führung erzielte. La Roja belegte insgesamt nach einem Sieg und drei Niederlagen den vierten Turnierplatz. Nach dem Turnier bestritt Muñoz noch ein Freundschaftsspiel gegen Paraguay, das gleichzeitig sein letztes Länderspiel war.

## Erfolge
Magallanes
- Chilenischer Meister: 1938[3]